# Pattinaggio di velocità su ghiaccio
Il pattinaggio di velocità è una forma di pattinaggio su ghiaccio nel quale i concorrenti devono percorrere una determinata distanza sul ghiaccio nel minor tempo possibile. Sport simili sono lo short track e il pattinaggio di velocità in linea. Il pattinaggio di velocità ha le sue origini nei Paesi Bassi e figura nel programma dei Giochi olimpici invernali. Lo sport è stato rivoluzionato negli anni 1990, con l'introduzione del clap skate, che può ridurre i tempi sul giro di secondi. L'International Skating Union organizza il campionato del mondo di pattinaggio di velocità dal 1893.

## Regole

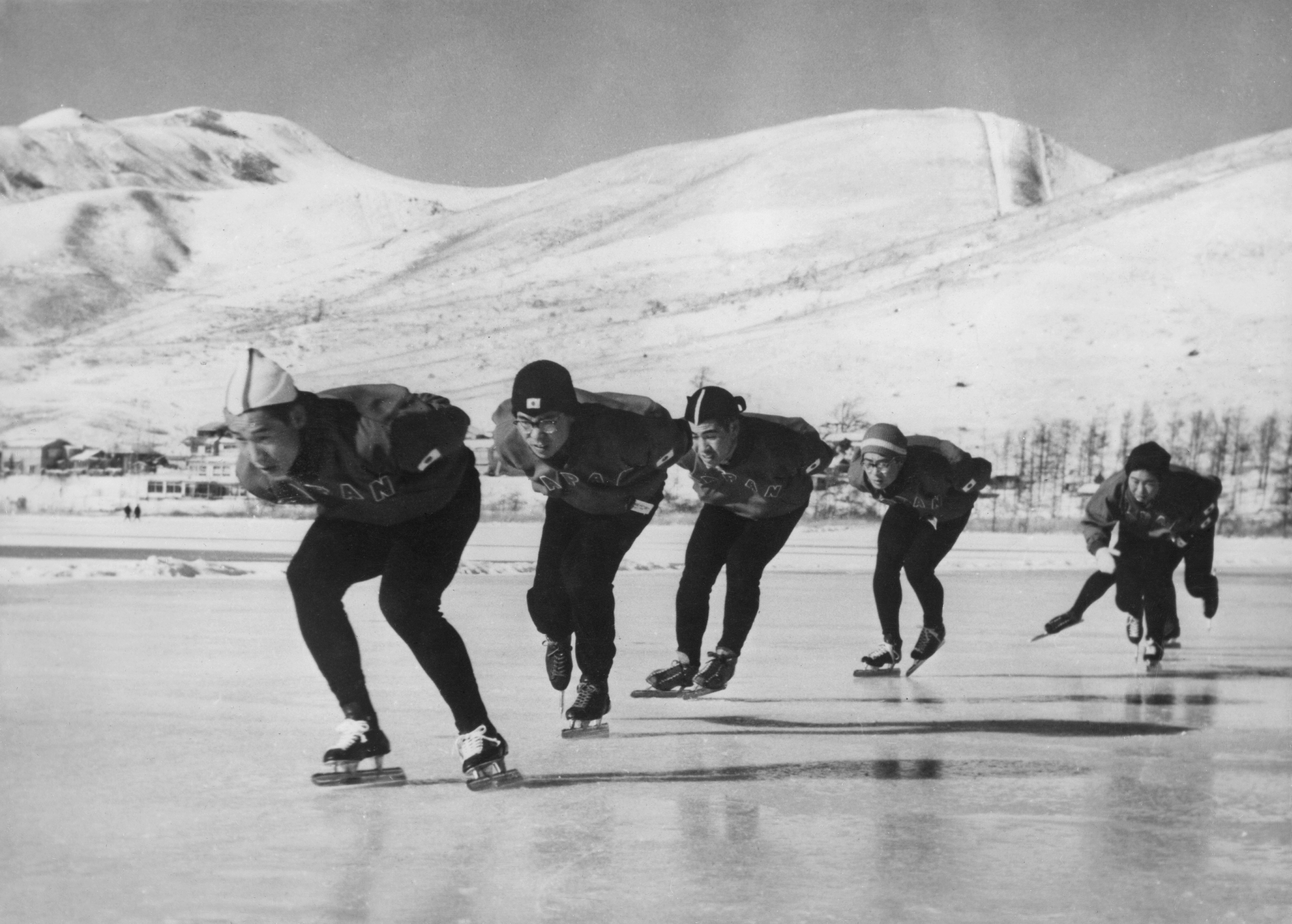
La squadra giapponese di pattinaggio di velocità in preparazione per i Giochi ad Hokkaido.

### La pista
Il pattinaggio di velocità si pratica attualmente su ovali all'aperto o al coperto, spesso con ghiaccio artificiale. Per i Giochi Olimpici le regole richiedono un ovale al coperto. Secondo le norme del'International Skating Union, una pista regolamentare deve essere lunga 400 m o 333 1/3 m. 400 m è la lunghezza usata per tutte le principali competizioni. I due rettilinei sono lunghi 111,98 m. Le curve hanno un raggio di 25–26 m sulla corsia interna, e ogni corsia è larga 4–5 m. Il traguardo è posto sempre nella stessa posizione, mentre varia la posizione della linea di partenza in funzione della distanza su cui si svolge la competizione.
Piste con altre lunghezze, come 200 o 250 m, sono in uso come piste da allenamento o per competizioni locali. Dal punto di vista della short track la pista più corta è pressappoco di 111 m e in base alla categoria si percorrono un determinato numero di giri ad alta velocità.

### I concorrenti
Nelle gare individuali si affrontano due concorrenti, e quindi vengono usate due corsie. I pattinatori indossano una fascia sul braccio per identificare in quale corsia sono partiti. I colori sono il bianco per la corsia interna e il rosso per la corsia esterna. Sul rettilineo opposto al traguardo i pattinatori si scambiano la corsia in modo da coprire la stessa distanza ad ogni giro. Occasionalmente si usano delle partenze a quattro per permettere di far gareggiare più concorrenti in un minor tempo. Ciò significa avere due pattinatori contemporaneamente nella stessa corsia, ma con la seconda coppia che parte quando la prima ha già completato circa mezzo giro. I pattinatori della seconda coppia indossano quindi delle fasce gialle e blu, invece delle usuali bianche e rossa.

### Gli attrezzi
Gli atleti utilizzano dei pattini ad incastro, in cui la scarpa è unita alla lamina mediante una cerniera che permette il sollevamento del tallone nella conduzione della curva e della spinta. La lamina è lunga tra i 42 e i 46 cm ed ha uno spessore di 1 mm.
Vengono indossate speciali tute intere, comprensive di cappuccio, al fine di ridurre la resistenza all'aria.

## Materiali
- pattini da ghiaccio
- clap skate

## Tipi di competizione

### Distanze singole
La forma più semplice di pattinaggio di velocità consiste negli eventi singoli. Questo è il formato usato per i Campionati mondiali di distanza singola e per la Coppa del Mondo. Le distanze tipiche sono 500 m, 1000 m, 1500 m, 3000 m (solo donne), 5000 m e 10000 m, ma talvolta si gareggia anche su altre distanze. Nei campionati i 500 m vengono disputati in due manche, con la classifica finale che si basa sulla somma dei tempi.
Oltre alle competizioni singolari, si disputano anche gare a squadre ad inseguimento con una prima fase di qualificazione a tempo ed una seconda fase ad eliminazione diretta.

### Completo
Uno dei formati più vecchi delle gare di pattinaggio di velocità è il completo. I concorrenti pattinano su quattro distanze e la classifica viene stilata in base ai tempi registrati su ciascuna. Teoricamente qualsiasi combinazione di quattro distanze è possibile, ma le combinazioni più comuni sono:
- Sprint: 500 m, 1000 m, 500 m, 1000 m—questo formato viene usato per i campionati del mondo di sprint (sia per gli uomini che per le donne)
- Combinazione mini: 500 m, 1000 m, 1500 m, 3000 m—questo formato veniva usato in passato per i campionati del mondo di completo per donne.
- Combinazione piccola: 500 m, 1500 m, 3000 m, 5000 m—questo formato viene usato attualmente per i campionati del mondo di completo per donne.
- Combinazione grande: 500 m, 1500 m, 5000 m, 10000 m—questo formato viene usato attualmente per i campionati del mondo di completo per uomini.

Il sistema di punteggio è lo stesso per tutte le combinazioni. Tutti i tempi vengono ricalcolati sui tempi dei 500 m. Questo significa che 500 m in 40 secondi danno 40 punti, mentre 1500 m (3×500 m) in 2 minuti (120 secondi, equivalenti a 3×40 s) danno anch'essi 40 punti. I punti vengono calcolati fino al terzo decimale, e arrotondati. Il pattinatore con meno punti vince la competizione.

### Maratona
I concorrenti pattinano in gruppo su grandi distanze. Quando la gara si disputa in pista, la distanza è attorno ai 40 km, ma quando si gareggia all'aperto su corsi d'acqua gelati, le distanze possono arrivare a 200 km. Un esempio è la famosa Elfstedentocht (Giro delle undici città) che si disputa senza regolarità nei Paesi Bassi.